# 埃尔克里
埃尔克里（法語：Erquery，法語發音：[ɛʁkəʁi]）是法国瓦兹省的一个市镇，属于克莱蒙区。

## 地理
埃尔克里（49°24'31"N, 2°27'28"E）面积5.91 平方千米，位于法国上法蘭西大區瓦兹省，该省份为法国北部内陆省份，北起索姆省，西接厄尔省和滨海塞纳省，南至塞纳-马恩省和瓦兹河谷省，东临埃纳省。
与埃尔克里接壤的市镇（或旧市镇、城区）包括：拉梅库尔、艾里永、布勒伊勒塞克、菲茨詹姆斯、圣欧班苏塞尔克里。
埃尔克里的时区为UTC+01:00、UTC+02:00（夏令时）。

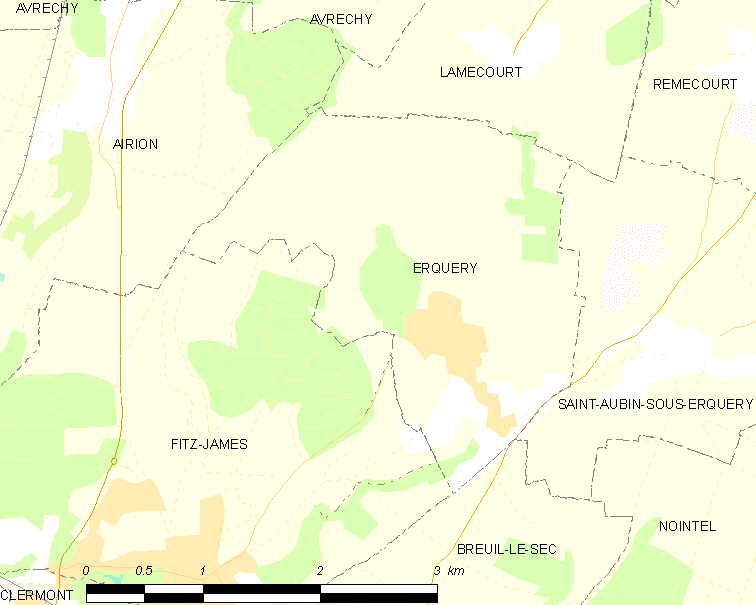
埃尔克里的OSM定位图

## 行政
埃尔克里的邮政编码为60600，INSEE市镇编码为60215。

## 政治
埃尔克里所属的省级选区为克莱蒙县。

## 人口

1962-2008年间埃尔克里人口变化图示

埃尔克里于2022年1月1日时的人口数量为592人。